# Панель завдань

Панель завдань (знизу) у Windows 10

Панель завдань, панель задач (англ. taskbar) — елемент графічного інтерфейсу, який використовується для запуску інших програм та керування вже запущеними. Має вигляд панелі інструментів. Використовується, зокрема, для керування вікнами застосунків. Панель завдань може бути компонентом операційної системи (наприклад, вона є в операційних системах Microsoft Windows, починаючи з версії Windows 95), елементом середовища робочого столу (наприклад, у KDE або GNOME) або сторонньою програмою.

## У Microsoft Windows
Складові панелі завдань:
- Кнопка «Пуск» для виклику меню «Пуск»;
- Область для відображення кнопок відкритих вікон, для швидкого переключення між вікнами;
- Область сповіщень, на якій знаходяться значки, поміщені туди різними програмами;
- Додаткові налаштовні панелі;
- Панель швидкого запуску — область панелі завдань поряд із меню «Пуск», до якої можна додавати ярлики програм. Щоб полегшити доступ до ярликів, панель швидкого запуску завжди відображається на екрані, навіть якщо відкрито вікно програми.

Якщо панель завдань не закріплена, її можна «приліпити» до будь-якого краю робочого столу, перетягнувши її мишкою. Також можна змінювати розмір (кількість рядків).